# Trója
Trója (görögül: Τροία (Troia), valamint Ίλιον, Ilion; hettita nyelven Taruiša vagy Atrija, latinul: Troia, Ilium) a trójai háború legendás, központi szerepet játszó városa, amelynek történetét Homérosz Iliasz című eposzából ismerjük.
Trója ma Törökországban az anatóliai Hisszarlikban (Hisarlık), Çanakkale tartományban található, délnyugatra a Dardanelláktól, az Ida hegy lábánál. Török neve Truva.
Később Trója helyén egy új Iliumot alapított Augustus római császár. A város egészen Konstantinápoly alapításáig virágzott, majd a bizánci időkben lassú hanyatlásnak indult.
Az 1870-es években a német amatőr régész, Heinrich Schliemann kezdte feltárni a területet. Az ásatások során kiderült, hogy 9 város épült egymásra az idők során, valamint a későbbi kutatások fel is borították a Schliemann által felállított rendszerezést. Egyes régészek feltételezik, hogy Trója VII/a lehetett Homérosz Trójája. Bár ezt a nézetet nem minden szakember osztja, vannak olyan feltételezések, melyek szerint Trója VI-ot Wilušának is nevezték, amelyet hettita szövegek említenek. Az Ilion nevet a Wilion-ból (KUR URUú-i-lu-ši-ya, Wiluša → Wilwia → Ília-) származtatják (melyet digammával írtak) és a digamma kopott volna le idővel a különböző nyelvjárásokban, nyelvi változások során. Ezt a teóriát az ún. Alakšandu szerződés (i. e. 13. század), egy írnoki pecsét luvi nyelven és nevek, szokások elemzése támaszthatja alá. Wiluša első ismert uralkodója Kukkunniš volt, ennek utódja pedig Alakšanduš, majd őt Walmuš követte.

## A legendák Trójája

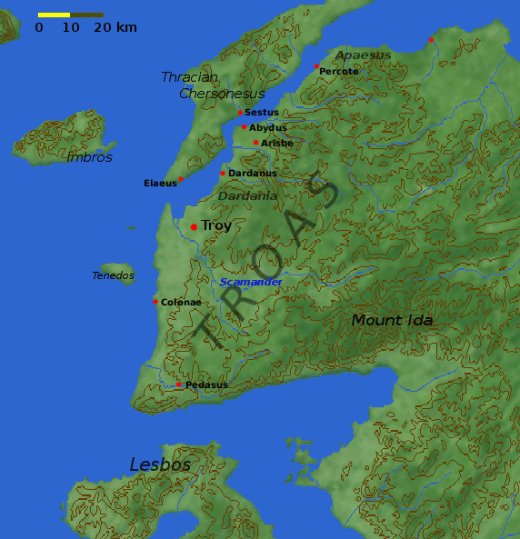
Troasz térképe

A trójaiak történetét legendákból ismerjük. A görög mitológia szerint a trójaiak az Anatóliában található Tróasz régió Trója nevű városának lakói voltak. A város híres volt gazdagságáról, melyet a kereskedelem biztosított, a drága kelméiről és erős falairól. A trójai uralkodó családot a legendás Zeusz és Élektra fiától, Dardanosztól eredeztetik. Dardanosz a görög mítoszok szerint Árkádiából, a római történetek szerint Itáliából származik, és Kis-Ázsiából, Szamothraké szigetéről érkezett Trójába, ahol feleségül vette Trója első királyának, Teukrosznak lányait és megalapította Dardania városát (ahol később Aineiasz uralkodott). Halála után unokája, Trósz lett az uralkodó, aki saját maga után Tróasznak nevezte el a területet, lakóit pedig trójaiaknak. Fia, Iliosz alapította Ilion (Trója) városát, melyet magáról nevezett el. Zeusz Iliosznak adományozta a Palladiónt, Athéné csodatévő szobrát, mely biztosította a város biztonságát. A város falait a legenda szerint Poszeidón, a tenger istene, és Apollón építette Laomedón király (Iliusz fia) idején. A történet szerint Laomedón nem akarta kifizetni a munkát, ezért Poszeidón vízzel árasztotta el a területet és követelte, hogy a király áldozza fel lányát, Hészionét egy tengeri szörnynek. A területen Apollón akaratából pestis pusztított és ragadott magával sokakat.
A trójai háború előtt egy generációval Héraklész elfoglalta Tróját, megölte Laomedónt és fiait, Priamosz kivételével. Priamosz király lett; uralkodása idején a mükénéi görögök foglalták el a várost az i. e. 1193-1183 között dúló trójai háborúban. Priamoszt általában egy ékírásból ismert luvi (vagy talán lük) személynévvel, Pariyamuwaš-szal azonosítják.
Kis-Ázsiában a trójai uralmat a héraklidák dinasztiája követte, melynek központja Szardeiszben volt, királyai pedig 505 évig uralkodtak egészen Kandaulész idejéig. Kis-Ázsiába később bevonultak az iónok, kimmérek, frígek, milétosziak és a lüdök. A területet i. e. 546-ban perzsák hódították meg.
A kis-ázsiai Ida hegy a helyszíne számos ókori mítosznak. Innen vitte Zeusz Ganümédészt az Olümposzra, itt csábította el Aphrodité Ankhiszészt, itt adott életet Aphrodité Aineiasznak, itt élt Parisz pásztorként, itt éltek a nimfák, innen nézték a trójai háborút a görög istenek.

## A homéroszi Trója
Az Iliaszban az akhájok a Szkamandrosz (valószínűleg a mai Karamenderes) folyó torkolatánál vertek tábort. Trója városa egy dombon feküdt. A mai maradványok mintegy tizenöt kilométerre fekszenek a tengerparttól, de a Szkamadrosz torkolata háromezer évvel ezelőtt körülbelül öt kilométerrel bentebb feküdt, és egy olyan öbölbe folyt, amely azóta feltöltődött hordalékkal. A legújabb kutatások megmutatták, milyen is volt a korabeli Trója partvidéke, bizonyítva, hogy Homérosz leírása hiteles.
Az Iliasz mellett az Odüsszeiában és más ókori görög művekben is találunk utalást Trójára. A római költő, Vergilius is feldolgozta a legendát Aeneis című művében. A görögök és a rómaiak hittek a trójai háború megtörténtében, és abban, hogy a helyszín Anatóliában található. Nagy Sándor például i. e. 334-ben meg is látogatta a homéroszi hősök, Akhilleusz és Patroklosz állítólagos sírját (Akhilleion).
Ókori görög történetírók az i. e. 12., 13. illetve 14. századra tették a trójai háború idejét: Eratoszthenész szerint i. e. 1184-ben történt, Hérodotosz szerint i. e. 1250-ben.
2001 novemberében John C. Kraft geológus a Delaware-i Egyetemről, valamint John V. Luce geológus, a dublini Trinity College tanára bemutatta az 1977 óta tartó geológiai kutatások eredményeit. Összehasonlították a jelenlegi felszínt az Iliaszban és más klasszikus művekben (mint Sztrabón Geographikája) leírtakkal. Azt a következtetést vonták le, hogy a Schliemann által feltárt Trója (és más helyszínek, mint például a görög tábor helye), a földtani eredmények és az Iliaszban leírtak között konzisztencia lép fel.
Néhány kortárs író szerint a homéroszi Trója nem Anatóliában, hanem máshol volt megtalálható; az általuk feltételezett helyszínek között szerepel Anglia, Horvátország és Skandinávia is. Ezeket a feltételezéseket azonban a tudósok többsége nem fogadja el.
Kenneth J. Dillon szerint a trójaiak eredetileg sztyeppei nép voltak, a magyarok rokonai. Miután megtámadták és elpusztították a hettita birodalmat, birtokukba vették a Dardanellákat. A trójai háború ideje alatt a görögök tengeri blokáddal akadályozták meg, hogy az európai oldalon és Lemnoszon élő trójaiak Trója segítségére siessenek. Mikor Trója elesett, az európai oldalon élők északra menekültek, és Itáliában telepedtek le; később etruszkok néven ismerték őket.

## A feltárt Trója

Hisarlık archeológiai térképe

A feltárt terület romvárosait számokkal illetve betűkkel azonosították Trója I. és Trója IX. között.
- Trója I i. e. 3000-2600 (nyugat-anatóliai korai bronzkor 1)
- Trója II i. e. 2600-2250 (nyugat-anatóliai korai bronzkor 2)
- Trója III i. e. 2250-2100 (nyugat-antaóliai korai bronzkor 3 [korai])
- Trója IV i. e. 2100-1950 (nyugat-anatóliai korai bronzkor 3 [közép])
- Trója V: i. e. 20. század – i. e. 18. század (nyugat-anatóliai korai bronzkor 3 [kései]).
- Trója VI: i. e. 17. század – i. e. 15. század
- Trója VIh: kései bronzkor, i. e. 14. század
- Trója VIIa: kb. i. e. 1300 – i. e. 1190, valószínűleg Homérosz Trójája
- Trója VIIb1: i. e. 12. század
- Trója VIIb2: i. e. 11. század
- Trója VIIb3: kb. i. e. 950-ig
- Trója VIII: i. e. 700 körül
- Trója IX: hellén Ilium, i. e. 1. század

Trója 1998 óta az UNESCO világörökségi helyszínei közé tartozik.

### Trója I – V
Az első várost az időszámításunk előtti harmadik évezredben alapították. A bronzkorban virágzó kereskedőváros lehetett, hiszen pozíciójából adódóan felügyelni tudta a Dardanellákat, melyen keresztül kellett mennie minden, az Égei-tengerről a Fekete-tenger felé tartó hajónak.

### Trója VI
Új jelenség ebben a rétegben a lovak nagy száma. A település temetőjében hamvasztásos temetkezések nyomait tárták fel, ami megfelel a homéroszi leírásnak. Szintén új képet mutat az uralkodói központ, amely ebben a szakaszban alakult ki. Trója VI minden bizonnyal földrengés áldozata lett, i. e. 1300 körül.

### Trója VII

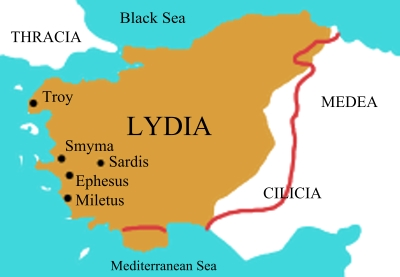
Trója (VII vagy VIII) és más városok Lüdia térképén

Trója VIIa-val jelölt rétegét, melyet az ásatásokon talált edények vizsgálata alapján az i. e. 13. század közepére, illetve végére datálnak, tartják Homérosz Trójájának. Úgy tűnik, háború pusztította el, és tűzvész nyomait is kimutatták. 1988-ig az ásatások egy dombtetőre épült erődöt tártak fel, nem pedig egy akkora méretű várost, melyet Homérosz lefest, de a későbbi kutatások megtalálták a város többi részét is.
Emberi maradványokat találtak a házakban és az utcákon, az északnyugati bástyákban pedig egy csontvázra bukkantak, koponyasérülésekkel és törött állkapoccsal. Előkerült három bronz nyílhegy, kettő az erődben, egy a városban. Mindezek ellenére sem lehet megállapítani, hogy valóban háború sújtotta-e a várost vagy természeti katasztrófa pusztította el, mert a városnak igen kevés részét sikerült eddig feltárni.
Trója VIIb1 (ca. i. e. 1120) és Trója VIIb2 (ca. i. e. 1020) úgy tűnik, tűz martaléka lett.
Iliumot, az utolsó várost a területen rómaiak alapították Augustus ideje alatt és fontos kereskedőváros volt Konstantinápoly megalapításáig a negyedik században. A bizánci időkben a város hanyatlásnak indult, majd eltűnt a történelem színpadáról.
A kutatások mai állása szerint, amelynek egyik legtömörebb összefoglalása a BBC „In Search Of The Trojan War” című, hétrészes dokumentumfilmje, a késő bronzkori Trója „Vilusza” néven egy görögök, talán akhájok által lakott, független városállam volt, amelyet jó kereskedelmi kapcsolatok fűztek az i. e. 13. századtól kezdve az akkor hatalmának csúcspontján lévő Hettita Birodalommal. Néhány, Boğazköyben kiásott, hettita és akkád nyelvű agyagtáblából tudjuk, hogy a Hettita Birodalom uralkodói Trójában még követséget is tartottak fenn. A trójai háború, lecsupaszítva a mai napig ismert történetet, valószínűleg nem volt más, mint egy, a mükénéi görögök (akhájok) által megszervezett ostromháború Trója ellen, melynek célja a trójai kereskedelmi hegemónia megtörése volt. Az „Iliasz”-ban közölt események annyiban igazak lehetnek, hogy a trójai ostromban feltehetően az akkori görög világ minden jelentős, a mükénéi uralkodócsaláddal szoros kapcsolatban álló városkirályság (Théba, Pülosz, Milétosz stb.) seregtesttel részt vett. A Boghazköyben talált, mintegy 26 000, legnagyobbrészt hettita nyelvű agyagtábla többsége azonban még nincs lefordítva, így elképzelhető, hogy a trójai háborúról, amely a Hisarlik dombon egymásra épült történeti rétegekből a „VIIa” sorszámú Tróját pusztította el, még újabb tényeket fogunk megtudni. Egy dolog biztos, a mai napig Berlinben, az Előázsiai Régészeti Múzeumban őrzött, hettita nyelvű agyagtábla, amely feltehetően Kr. e. 1210 és 1190 között készülhetett, hettita nyelven név szerint megemlíti Aḫḫiyawa királyság uralkodóját, Atreuszt (Atriya), aki feltehetően nem más, mint a legendás görög király, Agamemnon édesapja, valamint Alexandrút (Alakszandusz?), aki pedig, nem más, mint a trójai városkirályság (hettita nyelven Willuša) uralkodójának fia, azaz Parisz királyfi, a mitológiában ismert spártai Heléna elrablója. Az is elképzelhető, hogy a hettita agyagtáblákon megjelölt "Aḫḫiyawa" királyság, amely a hettita területekről nyugatra, a tengeren túl terült el, az akhájok által lakott Mükénét jelenti.
Maga a „Trója” név a hettita forrásokban ta-ru-ú-i-ša vagy ta-ru-i-ša alakban fordul elő. A trójai etnikumot dardán vagy lük népességnek tartják általában, de a hettita névváltozat nagyon hasonlít az etruszkokkal azonosított tengeri nép, a turusa, görögül türszénosz törzsnévre. Ebből több következtetés is levonható, elsősorban az, hogy az etruszkok lehettek Vilusza dardán lakosságának egyik csoportja, akiket lakóhelyük után „trójaiaknak” neveztek el. Ez mindenesetre összecseng a római latin eredetmítosszal, amely Trójából származtatja és Aeneastól eredezteti Róma lakosságát.

## Ásatások

### Schliemann
Ahogy a modern történelemtudomány fejlődésnek indult, Trója és a trójai háború legenda lett. Az 1870-es években (1871-73 valamint 1878/9-ben) a német amatőr régész Heinrich Schliemann feltárta a Hisarlık-dombot, nem messze Çanakkale városától északnyugat Anatóliában. A város több rétegét fedezte fel, a bronzkortól egészen a római időkig. Schliemann Trója I-et, majd Trója II-t azonosította Homérosz Trójájával, és nézete akkoriban elfogadott volt.

### Dörpfeld, Blegen
Schliemann után Wilhelm Dörpfeld (1893/94) és később Carl Blegen (1932-38) folytatta az ásatásokat. Ezek az ásatások bebizonyították, hogy legalább kilenc város épült egymás fölé.

### Korfmann

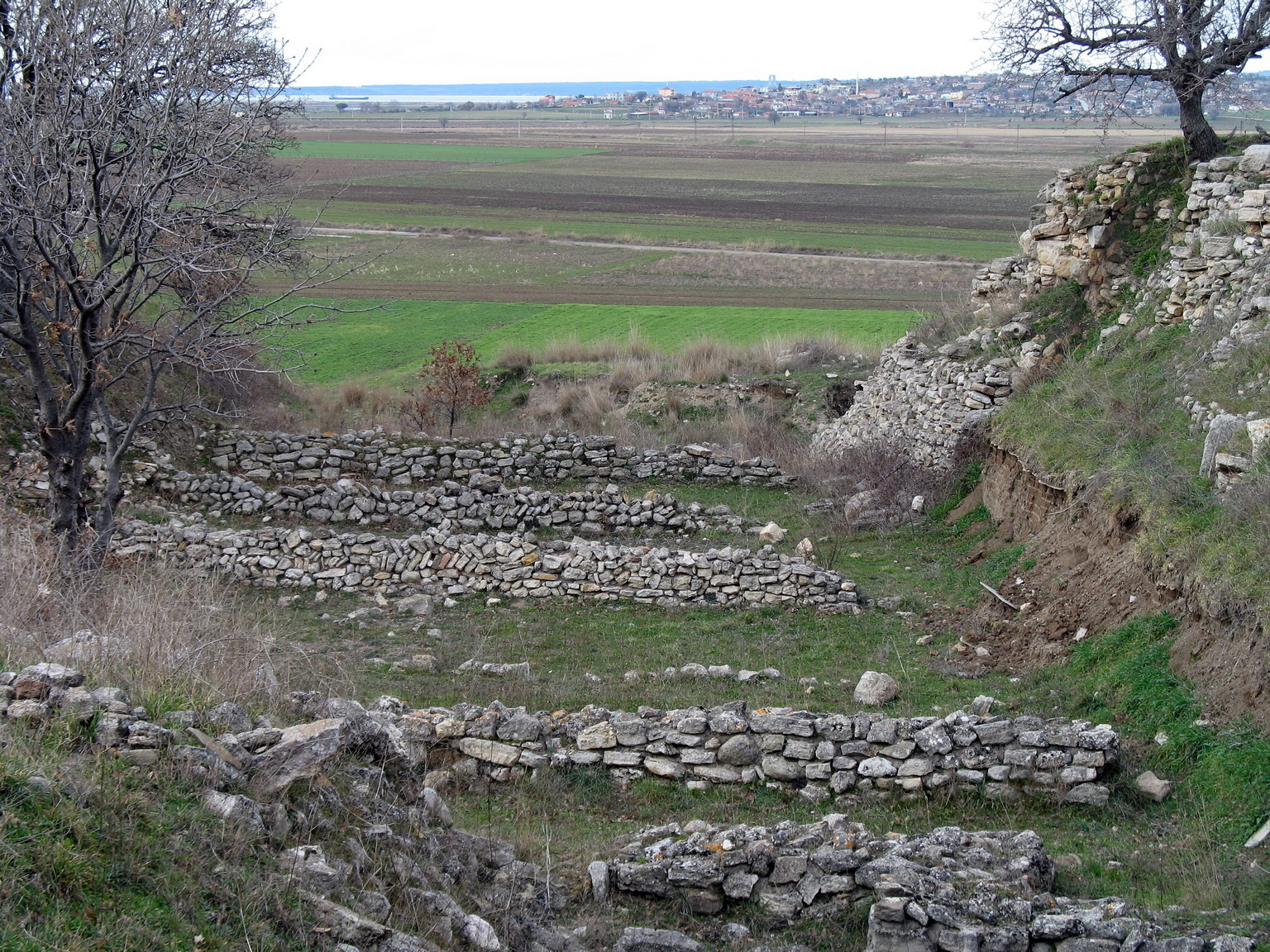
Hisarlık látképe

1988-ban a Tübingeni Egyetem és a Cincinnati Egyetem kutatócsoportja Manfred Korfmann professzor vezetésével újra nekiláttak a feltárási munkálatoknak.
2003 augusztusában magnetométeres technológia felhasználásával feltérképezték az erőd alatti területet és találtak egy mély árkot, melyet fel is tártak. A leleteket a kései bronzkorra datálták, azaz a homéroszi Trója idejére. Korfmann szerint az árok egy olyan város külső védelmi vonala volt, amelynek mérete nagyobb, mint eddig gondolták.
Egy esetleges csatára utaló nyílhegyeket is találtak ugyanitt, melyek idejét az i. e. 12. századra teszik.
Korfmann 2005. augusztus 11-én elhunyt, és mivel az ásatási engedélyt személyesen ő kapta, bizonytalanná vált a kutatások jövője.

### Kolb
Korfmann kutatásait sokat bírálták, a legnagyobb felháborodásra azonban akkor váltotta ki, amikor töredékes adatok alapján rekonstruálta Trója VI/h-VII/a periódusát (sokan ezt kapcsolják az Iliasz-beli háborúhoz). A korábban említett árkot a Kolb-tábor vízelvezető csatornaként definiálta, melyet nem védett fal sem, hiszen ennek a csatorna felé eső nyomát Korfmann is csak feltételezte. A domb körüli területen a fal és a védőárok miatt sűrűn beépített alsóvárost feltételezett Korfmann. Ám ez sem bizonyítható a részleges feltárások miatt. A vita a mai napig zajlik, habár Korfmann 2005-ben elhunyt. Probléma az is, hogy Korfmann jó kapcsolata a török kormánnyal személyes volt, nem terjedt ki a többi kutatóra, így a kutatás folytatása is kétségessé vált egy időre.
Dieter Hertel, Frank Kolb: Troy in a clearer perpective. Anatolien Studies (2003)71-88

### Pernicka
2006 nyarán Korfmann kollégájának, Ernst Pernickának sikerült ásatási engedélyt szereznie, így a kutatások folytatódnak.

## Trója későbbi legendákban
Trója legendája további legendák alapjául szolgált a későbbi időkben. A leghíresebb ezek közül minden bizonnyal Vergilius Aeneis-e, melyben Róma alapítóinak, pontosabban a Julio-Klaudiuszi dinasztiának az eredetét egészen a trójai Aineiaszig vezeti vissza. Hasonló módon Geoffrey of Monmouth is Aineiasztól származtatja a briton királyok ősének tartott Brutust.
A magyar (főleg székely) népmesék Ilusa (Iluskája) is kapcsolatban lehet Wilusával.

## Turizmus
Ma a régészeti ásatások közelében fekszik egy Truva nevű városka, mely az ide látogató turisták kiszolgálására épült. A régészeti lelőhelyet törökül hivatalosan Troia-nak nevezik, és a térképeken is így jelenik meg.
Tróját Isztambulból busszal vagy az 50 kilométerre északkeletre található Çanakkale-ból komppal lehet megközelíteni legjobban. A helyszínen találunk egy hatalmas, fából készült lovat, melyet játszótér vesz körül. A látogató betérhet a múzeumba és a számos üzlet egyikébe is. Trója maga teljesen romos, ami köszönhető egyrészt Schliemann ásatási módszerének (azt gondolta, hogy a rétegek alatt megtalálja az ősi Priam városát, ezért sok értékes leletet – például Trója II-ből származó házfalakat – lerombolt), valamint annak, hogy a sokáig őrizetlenül hagyott területet kifosztották.

## Ajánlott irodalom
- Volkert Haas: Hethitische Berggötter und hurritische Steindämonen. Riten, Kulte und Mythen. Eine Einführung in die altkleinasiatischen religiösen Vorstellungen – 1982 ISBN 3-8053-0542-7
- Theodor Wiegand: Halbmond im letzten Viertel. Archäologische Reiseberichte – 1985 Briefsammlung und Reiseberichte Theodor Wiegands 1895-1918 ISBN 3-8053-0845-0
- Friedrich Karl Dörner – Eleonore Dörner Von Pergamon zum Nemrud Dag. Die archäologischen Entdeckungen Carl Humanns – 1989. auch Schriften der Hermann-Bröckelschen-Stiftung. Bd. 8 ISBN 3-8053-0998-8
- Horst Klengel: Hattuschili und Ramses. Hethiter und Ägypter – ihr langer Weg zum Frieden – 2002 ISBN 3-8053-2917-2
- Deutsches Archäologisches Institut: Forschungen – 1983 ISBN 3-8053-0758-6

### Régészet

#### Angolul
- Project Troia – Ásatások
- A város digitális rekonstrukciója
- Görög, bizánci és római edények Trójából Archiválva 2011. június 7-i dátummal a Wayback Machine-ben
- Trója VII és a Trójai háború Archiválva 2006. április 11-i dátummal a Wayback Machine-ben
- Hol van most Trója?
- Ilios. A trójaiak városa Archiválva 2005. május 7-i dátummal a Wayback Machine-ben: kereshető adatbázis
- Jan Sammer: Trója meghatározása

#### Magyarul
- Trója.lap.hu
- A trójai háború
- Carl Schuchhardt: Schliemann ásatásai Trója, Tiryns, Mykéne, Orchomenos és Ithakában; ford. Öreg János; Akadémia, Bp., 1892 (A Magyar Tudományos Akadémia Könyvkiadóvállalata U. F.)
- Heinrich Schliemann: Életem, kalandjaim. Önvallomások; jegyz. Alexander Stoll, bev. Georg Karo, ford. Mátrai Tamás; Gondolat, Bp., 1963 (hasonmásban: 2000)
- Philipp Vandenberg: Priamosz kincse. Hogyan találta meg Tróját Heinrich Schliemann; ford. Stépán Gábor; Magyar Könyvklub, Bp., 1997
- Eltűnt városok. Ninive, Jerikó, Memphisz, Trója és a többiek; Laude, Bp., 1997 (Puska)
- Letűnt korok, elveszett városok. Machu Picchu, Angkor, Trója, Pompeji, Babilon, Petra; szerk. Sarah Bankes, ford. Bódogh-Szabó Pál; Kossuth, Bp., 2020 (Polihisztor)
- Németh György: Karthágó és a só; Korona Kiadó, Bp., 2002
- Panyik István–Sellei Sarolta: Kréta, Mükéné, Trója; tan., jegyz. Szabó Miklós; Képzőművészeti Alap, Bp., 1980
- Az égei világ csodái. Trója, Kréta, Théra, Mükéné; szerk. Charlotte Anker et al., ford. Magyarics Tamás; Gemini Budapest, Bp., 1996 (Eltűnt civilizációk)
- Nick McCarty: Trója. Mítosz és valóság a legenda mögött; ford. Balogh Róbert; Egmont-Hungary, Bp., 2004
- Michael Wood: A trójai háború nyomában. A legenda mélyreható történelmi elemzése; ford. Bogácsi Balázs; Alexandra, Pécs, 2006
- Stephen Fry: Trója. A nagy történet; ford. Kisantal Tamás; Kossuth, Bp., 2021

### Geológia

#### Angolul
- Troasz (Trója II modelljével)
- Képek
- Trója a Wikimapia oldalán